# Municipio de Phoenix
El municipio de Phoenix (en inglés: Phoenix Township) es un municipio ubicado en el condado de Pope en el estado estadounidense de Arkansas. En el año 2010 tenía una población de 313 habitantes y una densidad poblacional de 9,65 personas por km².

## Geografía
El municipio de Phoenix se encuentra ubicado en las coordenadas 35°24′16″N 93°0′58″O / 35.40444, -93.01611. Según la Oficina del Censo de los Estados Unidos, el municipio tiene una superficie total de 32.42 km², de la cual 32,42 km² corresponden a tierra firme y (0 %) 0 km² es agua.

## Demografía
Según el censo de 2010, había 313 personas residiendo en el municipio de Phoenix. La densidad de población era de 9,65 hab./km². De los 313 habitantes, el municipio de Phoenix estaba compuesto por el 95,21 % blancos, el 0,96 % eran amerindios y el 3,83 % eran de una mezcla de razas. Del total de la población el 1,92 % eran hispanos o latinos de cualquier raza.